# Achim Wambach

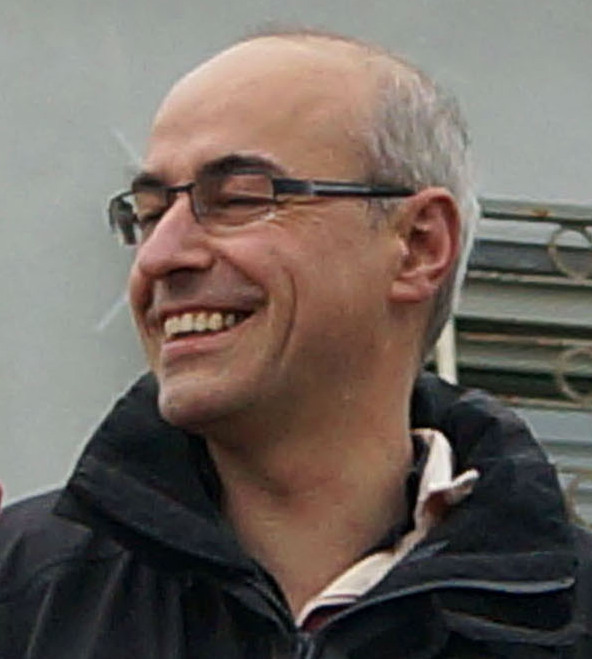
Achim Wambach (2014)

Achim Wambach (* 1968) ist ein deutscher Ökonom und Präsident des ZEW – Leibniz-Zentrums für Europäische Wirtschaftsforschung. Seit 2006 ist er Mitglied im wissenschaftlichen Beirat des Bundeswirtschaftsministeriums, von 2012 bis 2015 als Vorsitzender. Im Jahr 2014 wurde er als Nachfolger von Justus Haucap in die Monopolkommission berufen. Nach dem Rücktritt von Daniel Zimmer als Vorsitzender der Monopolkommission im März 2016 übernahm Wambach diese Position bis zu seinem turnusmäßigen Ausscheiden 2022. Seit dem 1. April 2016 ist Wambach Präsident des ZEW. Er ist Nachfolger von Clemens Fuest, der an das Ifo Institut für Wirtschaftsforschung wechselte. Im Oktober 2024 wurde er in den Deutschen Ethikrat berufen.

## Leben
Nach dem Doppelstudium der Physik und Mathematik an der Universität zu Köln von 1988 bis 1991 mit Nebenfach Wirtschaftsmathematik (Vordiplom 1990) wechselte Wambach als DAAD-Stipendiat an die Universität Oxford, wo er 1994 in Physik promoviert wurde. Nach dem Abschluss als M.Sc. in Economics an der London School of Economics and Political Science (LSE) 1995 habilitierte er sich 2000 an der Ludwig-Maximilians-Universität München in Volkswirtschaftslehre. Von 2001 bis 2005 war er Inhaber des Lehrstuhls für Volkswirtschaftslehre, insbesondere Wirtschaftstheorie an der Universität Erlangen-Nürnberg. Von 2005 bis 2016 war er Professor für Wirtschaftliche Staatswissenschaften an der Universität zu Köln. 2007/2008 war Wambach Präsident der European Group of Risk and Insurance Economists. Außerdem gehört er seit dem Jahr 2015 dem Lenkungskreis Nationale Plattform Elektromobilität (NPE) der Bundesregierung an und ist seit 2016 Mitglied der Deutschen Akademie der Technikwissenschaften (acatech). Im April 2016 wurde er Präsident des ZEW – Leibniz-Zentrums für Europäische Wirtschaftsforschung. Für die Dauer der Erstellung des Sondergutachtens zur Evaluation des Risikostrukturausgleich (Februar bis September 2017) wurde er in den Wissenschaftlichen Beirat zur Weiterentwicklung des Risikostrukturausgleichs beim Bundesversicherungsamt berufen. Von 2017 bis 2018 war Achim Wambach zudem Vorsitzender des Vereins für Socialpolitik. Außerdem ist er seit April 2016 Professor für Volkswirtschaftslehre an der Universität Mannheim.
In seiner Forschung beschäftigt sich Wambach mit Wettbewerbspolitik, Marktdesign, Industrieökonomik und Auktionstheorie sowie Anwendungen der Informationsökonomik in Gesundheits- und Versicherungsmärkten. Neben seiner wissenschaftlichen Tätigkeit ist Wambach Mitgründer der Ökonomieberatung TWS Partners.
Zum 10. Oktober 2024 wurde Achim Wambach in den Deutschen Ethikrat berufen.

## Auszeichnungen (Auswahl)
- 1995 wurde Wambach für seine Leistungen an der LSE mit dem Ely Devons Prize ausgezeichnet.
- 2001 erhielt er für seine Habilitationsschrift den Ernst-Meyer-Preis der Geneva Association.
- 2007 erhielt er den Preis für Gesundheitsökonomie des Vereins für Socialpolitik.
- 2016 wurde er in die Deutsche Akademie der Technikwissenschaften (acatech) gewählt.
- 2016 wurde er in der Rangliste der einflussreichsten Ökonomen in Deutschland der FAZ auf Platz 10 publiziert.[10]

2019 hielt er die Impulsrede zur Sozialen Marktwirtschaft (Preis des Wirtschaftspolitischen Clubs Deutschland) und die Friedrich-August-von-Hayek-Vorlesung 2019.

## Veröffentlichungen (Auswahl)
- Klima muss sich lohnen. Ökonomische Vernunft für ein gutes Gewissen. Herder 2022, ISBN 978-3-451-39358-7.[13]
- Digitaler Wohlstand für alle: Ein Update der Sozialen Marktwirtschaft ist möglich. Campus Verlag 2018, ISBN 978-3593509297.
- Procurement under public scrutiny: auctions versus negotiations, RAND Journal of Economics 47, 914–934 (2016) (mit Vitali Gretschko)
- Contracts and inequity aversion, Games and Economic Behavior 69, 312–328 (2010) (mit Florian Englmaier)
- The treadmill effect in a fixed budget system, Journal of Health Economics 25, 146–169 (2006) (mit Franz Benstetter)
- Adverse selection and categorical discrimination in health insurance markets: The effects of genetic testing, Journal of Health Economics 19, 197–218 (2000) (mit Rainer Strohmenger)
- Wealth effects in the principal agent model, Journal of Economic Theory 89, 247–260 (1999) (mit Henrik Thiele)